# Urologie

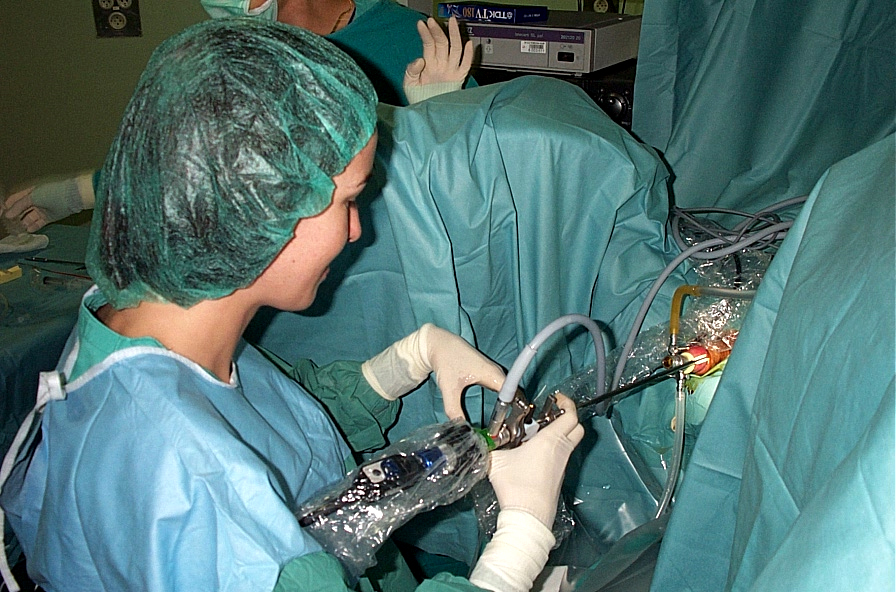
Urologie

Urologia este specialitatea medico-chirurgicală care se ocupă de diagnosticarea și tratamentul afecțiunilor tractului urinar masculin și feminin și a sistemului reproductiv masculin. Organele și structurile anatomice aflate în domeniul urologiei sunt rinichii, glandele suprarenale, uretere, vezica urinară, uretra, cât și organele reproductive masculine: testicule, epididim, vasele deferente, veziculele seminale, prostata și penisul. 
Tracturile urinare și reproductive sunt intim legate și, de foarte multe ori, bolile unui sistem vor afecta sistemul complementar. Tulburările genitourinare reprezintă domeniul patologiei cu care urologia se ocupă, atât din punct de vedere medical, ca de exemplu în cazul infecțiilor urinare, hiperplaziei benigne de prostată și tratamentului conservator al acestora, cât și cura chirurgicală a unor afecțiuni ca tumorile maligne renale, vezicale și prostatice, litiaza renală sau vezicală, malformații congenitale, traumatisme reno-urinare și incontinența de efort.
Urologia este o ramură chirurgicală majoră, după chirurgia generală și chirurgia cardiovasculară. Particularitatea sa cea mai importantă este tehnologizată datorită abordării sale endoscopice și laparoscopice care au luat amploare în ultimii ani.